# کابایل
کابیل یا کابیله (به یونانی باستان: Καλύβη)، شهریست در منطقه داخلی تراکیه باستان، در غرب دِوِلتوس، بر روی رود تونسوس. این شهر بعد ها نامهایی چون دیوسپولیس (Διὸς Πόλις) و گولوئه (Γολόη) بر خود گرفت.

## تاریخچه
شهر کابایل یکی از مهمترین مراکز جنوب شرقی تراکیه به شمار می آمد. این شهر حدود ۲۰۰۰ سال پیش از میلاد بر روی ارتفاعات زایچی وراه تاسیس شده است.
در سال ۳۴۱ پیش از میلاد این شهر به دست فیلیپ دوم مقدونی گشوده شده و سپس بخشی از قلمرو اسکندر مقدونی به شمار می آمد. این شهر به دست فیلیپ دوم با مقدونی‌های شورشی مستعمره شد. در قرن سوم پیش از میلاد دوباره به دست تراکیان اداره میشد. این شهر در میانه‌های سده سوم و دوم پیش از میلاد یکی از مراکز اصلی بازرگانی و نظامی به شمار می آمد. این شهر توسط تاریخ نویسان بسیاری از جمله دموستن، پولیبیوس، استرابون، پلینیوس، و استفانوس بیزانتیوس یاد شده است. 
در سال ۷۱ پیش از میلاد بخشی از جمهوری روم شده و سپس توسط ارتش مارکوس لوکولوس گشوده شده و پس از سال ۴۵ پیش از میلاد بخشی از استان تراکیه به شمار آمد. به دنبال اصلاحاتی که امپراتور دیوکلسین در سده چهارم میلادی انجام داد، این شهر به یکی از شهر‌های مهم تراکیه تبدیل شد. 
در اواخر سده چهارم، کابایل توسط گوت‌ها تصاحب شد و سرانجام برای دور پایانی توسط آوار ها نابود شد و دیگر هیچگاه مورد سکونت قرار نگرفت. در دوران سده‌های میانی سکونت گزینی‌های ریزی در بخش هایی از قلمرو این شهر دیده می‌شود.

## باستان شناسی
محل آن در کمتر از ده کیلومتری (6.2 مایلی) از یامبول، جنوب شرق بلغارستان، در نزدیکی شهر امروزی کابیل قرار گرفته است. این شهر جزو ۱۰۰ مکان گردشگری بلغارستان اعلام شد. قلمرو شهر و اطراف آن در سال ۱۹۶۵ به عنوان قلمرو اهمیت ملی اعلام شده و سپس به ذخیره‌گاه باستان‌شناسی تبدیل شد. مساحت این ذخیره گاه حدود ۶۵ کیلومتر مربع است.
بسیاری از آثار یافت شده خانه‌هایی در موزۀ محل میباشند که شامل نمایشگاهی برای ردیابی تاریخچه حفاری محل است. 